# Kowloon Generic Romance
«Kowloon Generic Romance» (яп. 九龍ジェネリックロマンス, Kūron Jenerikku Romansu, Типовий роман в Коулуні) — манґа, написана та ілюстрована Джюн Маюдзукі. З листопада 2019 року вона публікується в журналі «Weekly Young Jump» видавництва Shueisha, а станом на квітень 2025 року її розділи зібрано в 11 томів у форматі танкобон. Дія історії розгортається в місті-фортеці Коулун, Гонконг. У квітні 2025 року відбулася прем'єра аніме-серіалу, створеного студією Arvo Animation яка тривала по червень 2025 року, а в серпні того ж року в японських кінотеатрах має вийти екранізація у форматі повнометражного фільму.

## Сюжет
Місто-фортеця Коулун, найбільш густонаселене місце на Землі, вміщує понад 33 000 мешканців у лабіринті сполучених багатоповерхівок, що займають лише 6,5 акрів. У цьому міському анклаві розташована ріелторська компанія «Wang Lai Realty», де зароджується службовий роман між двома колегами: безтурботним, але зухвалим 34-річним Хаджіме Кудо та стриманою 32-річною Рейко Куджірай. Попри їхні суперечливі стосунки, вони мають тісний зв'язок і часто обідають разом. Їхня взаємна любов до міста-фортеці Коулун поступово поглиблює їхні стосунки, проте між ними залишається певна дивність.

## Персонажі
Рейко Куджірай (яп. 鯨井 令子, Kujirai Reiko)
Сейю: Харука Сіраісі (оригінал), Лорен Ланда (англійський дубляж)
32-річна рієлторка, живе сама в Коулуні. Не знає, що була заручена з колегою Хаджіме Кудо і колись його навчала. Попри амнезію, кохає його, але без взаємності. Любить культуру Коулуна, курить, їдячи кавун.
Хаджіме Кудо (яп. 工藤 発, Kudō Hajime)
Сейю: Томокадзу Суґіта (оригінал), Бен Бальмаседа (англійський дубляж)
34-річний рієлтор, переведений з Японії до Коулуна. Цінує культуру та кухню міста. Був молодшим колегою та нареченим Куджірай, але не згадує про це через її амнезію. Знає про її почуття, але не відповідає взаємністю і часто дражнить її через це.
Сяохей (яп. 小黒, Shaohei)
Сейю: Саюмі Судзусіро (оригінал), Ріса Мей (англійський дубляж)
Молода жінка, працює в різних місцях Коулуна. Мініатюрна, носить пучок і одяг у китайському стилі. Знайома з Рейко та Хаджіме.
Яомей (яп. 楊明, Yōmei)
Сейю: Аой Коґа
Лялькарка з Коулуна, мала проблеми з продажем, поки їй не допомогли Рейко, Хаджіме та Сяохей. Подружилася з Рейко після того, як дізналася про її амнезію. Каже, що змінила зовнішність, щоб забути минуле, але не розповідає подробиць.
Міюкі Хебінума (яп. 蛇沼 みゆき, Hebinuma Miyuki)
Сейю: Рьотаро Окіаю
Президент Hebinuma Pharmaceutical. Ефектний чоловік із зачесаним волоссям, гострими очима та роздвоєним язиком. Розширив компанію батька і веде популярні консультації з краси. Зацікавився Рейко після її візиту за купоном і несподівано поцілував її на роботі.
Тао Гвен (яп. タオ・グエン, Tao Guen)
Сейю: Тайто Бан (оригінал), Едвард Мендоза (англійський дубляж)
Колишній офіціант чайної «Золота рибка». Розповів Рейко про її заручини з Хаджіме (як з «Куджірай Б»). Зник, але потім зрозумів, що нинішня Рейко інша. Раніше допомагав Міюкі в розслідуваннях, тепер допомагає Рейко та Яомей розкривати таємниці міста після розриву з Міюкі.
Юулон (яп. ユウロン, Yūron)
Сейю: Кенґо Каванісі
Помічник Міюкі, розслідує Другий Коулун. Спочатку не бачив і не міг потрапити туди, але виявив, що «жаль» є ключем.
Куджірай Б (яп. 鯨井B)
Сейю: Юріко Ямаґучі (оригінал), Ембер Лі Коннорс (англійський дубляж)
Покійна жінка, дуже схожа на Рейко. Псевдонім дала Яомей. Була старшою колегою та колишньою нареченою Хаджіме.

## Створення
За словами Маюдзукі, ідея започаткувати серію про місто-фортецю Коулун виникла в неї ще під час публікації її попередньої роботи «After the Rain». Їй подобалася тема міста-фортеці Коулун і вперше вона дізналася про нього з гри «Kowloon's Gate», коли була молодою.

## Медіа

### Манґа
Написана та ілюстрована Джюн Маюдзукі, манґа «Kowloon Generic Romance» почала публікуватися у журналі «Weekly Young Jump» видавництва Shueisha 7 листопада 2019 року. У квітні 2025 року було оголошено, що манґа увійшла до своєї фінальної сюжетної арки. Shueisha зібрала її розділи в окремі томи танкобон. Перший том вийшов 19 лютого 2020 року. Станом на 17 квітня 2025 року було опубліковано одинадцять томів.
У січні 2022 року видавництво Yen Press оголосило про ліцензування манґи для видання англійською мовою в Північній Америці. Перший том вийшов 9 серпня 2022 року.
| - Розділи 1–8 |

| - Розділи 9–17 |

| - Розділи 18–26 |

| - Розділи 27–35 |

| - Розділи 36–44 |

| - Розділи 45–53 |

| - Розділи 54–62 |

| - Розділи 63–70 |

| - Розділи 71–78 |

| - Розділи 79–87 |

| - Розділи 88–95 |

### Аніме
У жовтні 2024 року було оголошено, що серія отримає екранізацію у форматі аніме-телесеріалу. Його виробництвом займається студія Arvo Animation, режисером виступає Йошіакі Івасакі, сценаристом — Джін Танака, дизайнером персонажів — Юка Шібата, художнім керівником — Юджі Канеко, а музику написав Рьохей Сатака. Прем'єра серіалу відбулася 5 квітня 2025 року, а закінчилась 28 червня 2025 року на телеканалі TV Tokyo та його філіях. Початковою музичною темою є пісня «Summertime Ghost» (яп. サマータイムゴースト, Samātaimu Gōsuto) у виконанні Wednesday Campanella, а завершальною — «Koi no Retronym» (яп. 恋のレトロニム, Koi no Retoronimu, «Ретронім кохання») у виконанні Mekakushe.
Серіал транслюється на платформі Crunchyroll. Компанія Medialink ліцензувала серіал для показу в Південній та Південно-Східній Азії на YouTube-каналі Ani-One Asia.

#### Серії
| № серії | Назва серії | Оригінальна дата показу |
| --- | ----------- | ----------------------- |
| 1 | «Серія 1»   | 5 квітня 2025           |
| У відтвореному місті-фортеці Коулун, створеному за допомогою технології під назвою Generic Terra, Рейко Куджірай прокидається і починає свій робочий день у ріелторській компанії «Wong Loi Realty» разом зі своїм колегою Хаджіме Кудо. Рейко має проблеми із зором, через що використовує очні краплі від Hebinuma Pharmaceuticals, що викликає занепокоєння у Хаджіме через його недовіру до компанії, яка таємно володіє Generic Terra. Рейко відвідує окуліста, щоб скоригувати свій зір. Рейко та Хаджіме розмовляють про Коулун і про те, як, незважаючи на жахливі умови життя, мешканці Коулуна насолоджуються ностальгією, яку викликає це місце. Наступного дня після закінчення робочого дня Хаджіме приводить Рейко на Сансет-стріт, район нічного життя, а потім до чайної «Золота рибка», місця, яке часто відвідує Хаджіме. У чайній Хаджіме каже Рейко знайти знайому особливість, яка може зробити її щасливою, щоб вона могла допомогти їй згадати людину з цією особливістю. Рейко купує золоту рибку як сувенір і замислюється над словами Хаджіме. Наступного дня Рейко фарбує стіни у порожньому житловому будинку і ледь не втрачає свідомість від теплового удару, перш ніж Хаджіме приходить їй на допомогу. Наступного дня Хаджіме спить на дивані та цілує Рейко, коли прокидається, кажучи, що сплутав її з кимось іншим. Наприкінці дня, після того як Хаджіме йде з роботи, Рейко знаходить свою фотографію з Хаджіме в чайній. Офіціант підтверджує, що це він зробив фотографію, і Рейко розуміє, що втратила частину своїх спогадів. |             |                         |
| 2 | «Серія 2»   | 12 квітня 2025          |
| Подруга Рейко, Сяохей, телефонує їй, скаржачись на безперервний шум, який її турбує і який спричиняє її сусідка Яомей, швачка, яка виготовляє м'які іграшки. Рейко запитує Яомей про фотографію, на що Яомей відповідає, що Рейко не така, як та, що на фотографії, яку вона називає Куджірай Б. Коли Хаджіме помічає відсутність фотографії, він згадує час, коли почав працювати в ріелторській компанії в оригінальному місті-фортеці Коулун після переведення з японського відділення, і як Куджірай Б, висловлюючи свою ностальгію, показала йому Коулун. Куджірай Б розповіла Хаджіме, як вона любить ностальгію цього міста, але Хаджіме відмовився прив'язуватися до цього місця, знаючи, що його збираються знести. У теперішньому часі Рейко та Яомей вечеряють разом, і Яомей пропонує Рейко почекати, щоб дізнатися правду, через її складність. Наступного дня Хаджіме помічає, що у Рейко не проколоті вуха, на відміну від Куджірай Б, і у неї є «гусячі лапки». Наступного дня Рейко та Яомей вирушають до медичної клініки, що належить Хебінумі, щоб пройти обстеження, а потім йдуть до чайної, але дізнаються, що Тао Гвен, офіціант, який зробив фотографію, звільнився. Рейко купує пару кліпсів, щоб здивувати Хаджіме, але безуспішно. Наступного дня Хаджіме вибачається за свої дії, і щоб загладити свою провину, вони вечеряють у ресторані, куди Рейко ходила з Яомей. Наступного дня Рейко зустрічається з президентом Hebinuma Pharmaceuticals, Міюкі Хебінумою, для консультації щодо антивікового лікування її «гусячих лапок». Міюкі торкається обличчя Рейко і, помітивши, що її зморшки не змінилися з віком, каже їй, що втрачених спогадів ніколи не існувало, через що Рейко з огидою йде.                                           |             |                         |
| 3 | «Серія 3»   | 19 квітня 2025          |
| У оригінальному місті-фортеці Коулун Хаджіме дізнався від Куджірай Б, що таке ностальгія, яку вона прирівнювала до кохання. У теперішньому часі Міюкі відвідує ріелторську компанію, що викликає конфронтацію з боку Хаджіме. Міюкі обприскує його дезінфікуючим засобом і насильно цілує Рейко, перш ніж піти. У вихідний Хаджіме відвідує квартиру Рейко після покупки нового акваріума і відчуває подібну ностальгію, яку він відчував, коли вперше відвідав квартиру Куджірай Б. Наступного дня на роботі Рейко дарує Хаджіме соняшник і вазу, щоб подякувати йому за те, що він приніс акваріум. Заходить Сяохей, яка хоче переїхати до більшої квартири, і бачить соняшник, бажаючи забрати його собі. Зрештою Сяохей обирає квартиру, яку рекомендував Хаджіме, з виходом на дах, з якого видно прихований сад соняшників. У будинку Міюкі за межами обнесеного мурами міста Міюкі та Гвен обговорюють опубліковану статтю, в якій розкривається, що справжній спадкоємець статку родини Хебінума загинув в аварії, а Міюкі був усиновлений, щоб зайняти його місце, тоді як Гвен виявляється працівником Міюкі і не є тією самою людиною, що колишній офіціант, тому він і носить маску, перебуваючи в обнесеному мурами місті. Хаджіме вирушає на пошуки Гвена, але не може потрапити до його квартири через зміну планування. Тим часом Гвен відвідує Рейко і каже їй, що знає про історію стосунків Хаджіме і що Куджірай Б мертва, підтверджуючи, що Рейко і Куджірай Б — не одна й та сама людина. Гвен каже Рейко, що вона живе чужим життям. Наступного дня Рейко та Хаджіме обговорюють це питання, і Хаджіме каже їй, що вона жила ілюзією, через що Рейко втрачає свідомість.                                                                             |             |                         |
| 4 | «Серія 4»   | 26 квітня 2025          |
| Уві сні Кудо згадує, як через два місяці після прибуття в Коулун дізнався від Куджірай Б, що працює у другому місті-фортеці, незаконно відтвореному після знесення оригіналу в 1994 році. Рейко прокидається в квартирі Кудо. Тим часом Міюкі та Гвен заходять до обнесеного мурами міста, і Гвен помічає незвичайні зміни, такі як очні краплі Hebinuma, які продаються як нові, хоча вони існують вже три роки, та родимка Рейко. Того вечора Рейко та Яомей вечеряють, і Яомей згадує у видаленому онлайн-дописі, що в рамках проєкту Generic Terra під назвою «Проєкт Цирконій» проводяться дослідження клонування. Яомей показує Рейко свій цирконієвий перстень, який сяє як діамант, щоб дати їй зрозуміти, що, хоча вона і підробка, вона все ще може сяяти, як справжня річ. Наступного дня Рейко, Кудо, Яомей та Сяохей збираються в новій квартирі Сяохей, щоб відсвяткувати, і Яомей заохочує Рейко переїхати, хоча та не має такого бажання. Наступного дня Кудо грає в маджонг з друзями, але без Чана, якого Міюкі викликав до своєї клініки на незапланований огляд. Міюкі телефонує одному зі своїх людей, щоб той супроводив когось до міста-фортеці, але після входу Чан зникає, і Міюкі відсилає їх. Згодом Міюкі каже Гвену, що його клон, ймовірно, зник, і що він розслідує справу Кудо через японське відділення компанії. Міюкі запитує, як померла Куджірай Б, але Гвен відмовляється відповідати. Шукаючи Чана, Рейко каже Кудо, що Гвен розповів їй про смерть Куджірай Б. У відповідь Кудо каже Рейко, що це він її вбив. |             |                         |
| 5 | «Серія 5»   | 3 травня 2025           |
| Хоча Кудо підтверджує смерть оригінальної Куджірай, його очевидне зізнання було лише гіпотетичним запитанням. Наступного дня Рейко читає детективний роман, який колись читала Куджірай Б, і знаходить за книгою діамантовий перстень. Вона та Кудо приходять на роботу сонними, щоб поговорити про роман, а після роботи йдуть до букіністичного магазину, де працює Сяохей, щоб забрати наступний том, але знаходять його з друкарською помилкою, і замість нього Рейко бере дитячу книжку з картинками. Через деякий час Рейко отримує квитки на старий фільм з акторкою Янглі, яка виявляється матір'ю Яомей. Яомей згадує час, коли вона втратила себе, намагаючись бути схожою на свою матір. Сумуючи після спогадів про Янглі, Рейко підбадьорює її, принісши яєчні тарти та сказавши, що вона говорила про те, щоб бути собою. Наступного дня Рейко та Яомей йдуть за покупками, і Яомей із задоволенням купує пару цирконієвих сережок. Уві сні Кудо згадує їхнє перше спільне відвідування чайної, і саме тоді він закохався в Місто-фортецю. Тим часом Міюкі таксист привозить до Міста-фортеці, і з'ясовується, що друге Місто-фортеця також було знесене і що лише певні люди можуть потрапити до версії Generic Terra. |             |                         |
| 6 | «Серія 6»   | 10 травня 2025          |
| Міюкі проводить зустріч зі своїм батьком щодо інформації, зібраної в рамках проєктів Generic Terra та Zirconian. Наступного дня Гвен протистоїть Міюкі, вимагаючи відмовитися від його плану помсти, а потім цілує Міюкі, висловлюючи свою любов. У спогаді, в чайній, після оголошення про знесення другого Міста-фортеці, Гвен вирішує стати бродягою, тоді як Кудзірай Б зазначає, що її історія не закінчиться і не продовжиться. У теперішньому часі Рейко зустрічається з Яомей та Гвеном, щоб обговорити Кудзірай Б, і хоча Гвен каже їй, що Кудо не вбивав її, він відмовляється пояснити, як вона померла, побоюючись, що Рейко може зробити, якщо дізнається правду. Після того, як Рейко йде, Яомей розповідає Гвену, як Рейко стала причиною того, що вона знову стала собою. Через деякий час за межами Міста-фортеці Міюкі має зустріч зі своїм лікарем Вонгом, який виступає проти Generic Terra, і Міюкі зізнається, що він бісексуал. Друг дитинства Міюкі, Юулон, заходить, підслухавши їхню розмову. Міюкі пояснює Юулону мету проєкту Generic Terra, яка полягає у відновленні померлого сина його батька, але Міюкі планує зробити це без його спогадів. Юулон розповідає, що виріс з Міюкі в другому Місті-фортеці, але не може бачити версію Generic Terra. Юулон згадує Яомей, зазначаючи, що вона увійшла до Міста-фортеці, не знаючи про нього нічого, що змушує Юулона припустити, що лише ті, хто резонує з енергією Generic Terra, можуть бачити перетворене Місто-фортецю, але не впевнений, які критерії резонансу. Тим часом Рейко та Кудо йдуть за покупками, щоб поповнити запаси локшини швидкого приготування, і натрапляють на туристичний журнал, вирішуючи, що Рейко хоче подорожувати. Стається вибух, і Кудо біжить до його місця. |             |                         |
| 7 | «Серія 7»   | 17 травня 2025          |
| У спогаді Кудо розповідає Гвену, що був сповнений рішучості освідчитися до знесення другого Міста-фортеці. У теперішньому часі Кудо прямує до місця вибуху, де вперше зустрічається зі справжнім Гвеном після знесення другого Міста-фортеці. Гвен намагається змусити Кудо покинути Місто-фортецю, але той відмовляється. Тим часом Міюкі намагається відвідати клініку Вонга в Коулуні й непритомніє, згадуючи, як закохався в Гвена невдовзі після знесення другого Міста-фортеці, що було ініційовано його родиною. Міюкі прокидається в бурлеск-клубі. Рейко відвідує клуб, щоб перевірити проблему з електрикою, а потім запитує Міюкі про цирконійців. Міюкі каже Рейко, що вона не цирконійка, а щось на кшталт «Дженерика». Тим часом Юулон переглядає медичні записи Вонга і знаходить запис оригінальної Рейко, і Вонг розповідає, що оригінальну Рейко привезли до нього після того, як її знайшли мертвою внаслідок самогубства. 30 серпня Рейко каже Яомей, що планує виїхати з Міста-фортеці з благословення Яомей. Перед самою північчю Кудо відвідує Рейко, щоб повідомити їй, що 31 серпня відзначається річниця смерті оригіналу. Наступного дня Рейко та Яомей прямують за межі Міста-фортеці, але Гвен, замовивши піцу до Міста-фортеці, зупиняє Рейко, перш ніж вона вийде назовні. Оскільки кур'єр не може бачити Рейко або версію Міста-фортеці Generic Terra, Гвен пояснює, що друге Місто-фортеця було знесене три роки тому, і що існування Рейко пов'язане з Generic Terra і не існує для публіки. |             |                         |
| 8 | «Серія 8»   | 24 травня 2025          |
| Гвен розкриває Рейко та Яомей, що люди у версії Міста-фортеці Generic Terra, які фізично не присутні, є копіями колишніх мешканців другого Міста-фортеці, що зникають, коли оригінал входить до Міста-фортеці. Оскільки оригінал Рейко мертвий, вона ніколи не зникне. Не переконана в правдивості слів Гвена, Яомей вирушає до Гонконгу для розслідування. Тим часом Юулон телефонує Міюкі, чиє справжнє ім'я Хаоран, щоб повідомити йому про свої знахідки щодо оригінальної Рейко. Він дізнається, що лікар Рейко, Вонг, регулярно виписував снодійне, але препарат, який насправді її вбив, був вилучений з усіх записів. Також Юулон дізнається, що батько Міюкі зніс друге Місто-фортецю, щоб приховати той факт, що його справжній син мертвий і його замінив Хаоран. В іншому місці, оригінальний Сяохей, який виявився молодим чоловіком, а не маленькою дівчинкою, проникає до Міста-фортеці, щоб дослідити місцевість за наказом батька Міюкі. Оскільки Рейко не може вийти за межі міста, вона та Кудо обіцяють залишатися разом. По дорозі до Гонконгу Яомей згадує, як півроку тому вона випадково потрапила до Міста-фортеці після пластичної операції. Яомей заходить до інтернет-кафе, щоб почитати про міські легенди, і вступає в чат з Юулоном. Яомей розповідає Юулону все, що їй сказав Гвен, а також пояснює, що коли вона увійшла до Міста-фортеці минулого березня, на вулиці було холодно, але всередині завжди було в розпалі літо. Наступного дня Рейко та Кудо прокидаються після спільно проведеної ночі, а на смартфоні Рейко показує, що дата — 1 липня, а не 1 вересня, що вказує на те, що час у цій версії Міста-фортеці повторює той самий двомісячний період.                                                                          |             |                         |
| 9 | «Серія 9»   | 31 травня 2025          |
| Кудо згадує, як оригінальна Рейко готувала французькі тости в пам'ять про свою покійну матір і не сумувала через це. Тим часом Яомей розповідає Гвену та Рейко, що вона дізналася в Гонконзі. Цікавлячись, що станеться, якщо вона споживе щось, що не існує, вона випиває склянку крижаної кави, яка змушує її забути, про що розмовляли троє. Після цього Гвен попереджає Міюкі не споживати нічого в Місті-фортеці та повідомляє йому, що Кудо тут справжній. Поки Рейко та Яомей розмовляють у квартирі останньої, оригінальний Сяохей заходить, щоб перевірити пожежну сигналізацію в квартирі, і Яомей додає до його жилету оборку. Він, під псевдонімом Snakeberry, повідомляє про свої висновки батькові Міюкі, підкреслюючи, що версія Generic Terra не є ідеальною реплікацією, на що вказують великі відмінності копії Рейко від оригіналу, і робить висновок, що проєкт Zirconian, розроблений для створення фізичних репродукцій померлих людей, можливо, здійсненний, але лише в межах Міста-фортеці. Оскільки Рейко є ключем до проєкту, Сяохею наказано не випускати її за межі міста. За межами міста Юулон попереджає Міюкі не продовжувати його помсту батькові, але Міюкі відмовляється відступати. Того вечора Рейко одягає окуляри, які носив її оригінал, і бачить свої спогади крізь них. Тим часом Юулон ловить Сяохея після того, як він таємно встановив пристрій для прослуховування розмови Юулона з Міюкі, і пропонує найняти його від батька Міюкі, доручивши вбити копію Рейко. |             |                         |
| 10 | «Серія 10»  | 7 червня 2025           |
| Сяохей вагається, чи приймати пропозицію роботи від Юулона, оскільки Юулон розкриває йому, що Generic Terra відтворює Місто-фортецю такою, якою вона була три роки тому, наголошуючи, що Сяохей є трансгендером. Юулон також каже йому, що перетворення назад на дівчинку, якою він був, може бути можливим за допомогою Generic Terra. Невпевнений, що робити, Сяохей повертається до Міста-фортеці і знову зустрічає Яомей, бачачи при цьому свою копію, що пробігає повз. Рейко розповідає Яомей про те, як бачила спогади оригіналу крізь окуляри, які видно лише Рейко. Рейко відвідує Кудо і бачить, що він поводився набагато інакше з оригінальною Рейко, ніж з нею. Того вечора Рейко описує Яомей спогади в окулярах, які показують вежу Бай Юень Шань — тіньову територію, яку Кудо забороняє Рейко відвідувати. Вони вдвох ідуть туди і зустрічаються зі Сяохеєм, і, бачачи, що оригінальна Рейко зірвала талісман зі стін, Рейко робить те саме, виявляючи код помилки 403 на звороті. Рейко повідомляє про це Гвену і з'ясовує, що оригінал вчинив самогубство на вежі, а її стосунки з Кудо мали проблеми, які Кудо відмовляється визнавати. Гвен хапає Сяохея і бачить, що його копія не зникла. Рейко досліджує значення коду помилки, а потім зустрічається з Кудо, щоб розірвати їхні романтичні стосунки. Рейко продовжує розслідування, зриваючи талісмани, розміщені по всьому Місту-фортеці, деякі з яких показують різні коди помилок. Того вечора голодна Яомей з'їдає шматочок шоколаду, який дав їй Юулон, що скасовує ефект від вживання їжі всередині Міста-фортеці, змушуючи її згадати те, що вона дізналася в Гонконзі. |             |                         |
| 11 | «Серія 11»  | 14 червня 2025          |
| Юулон доходить висновку, що жаль є необхідною умовою для входу в обгороджене місто. Він прибуває до нього й згадує, як Міюкі показав йому своє татуювання змії та роздвоєний язик, зробивши це, щоб довести свою відданість родині Хебінума заради помсти за смерть матері. Тим часом Яомей розповідає Гвен, що вона дізналася від Юулона в Гонконзі. Підозрюючи причетність групи Хебінума, Гвен застерігає Яомей триматися подалі від талісманів. Тієї ночі Рейко бачить спогад Кудзірая Б про те, як вона отримала наркотик під назвою Infinity від підпільного дилера, який зрештою її вбив. Рейко повідомляє Яомей, що вона знову відвідає район Бай Юен Шань. Наступного дня Рейко бере Сяохея до квартири його копії, щоб полагодити пожежну сигналізацію, розглядаючи це як можливість зрозуміти, чому його копія все ще існує. В іншому місці Гвен розповідає Кудо правду про те, що Сяохей — хлопець, що призводить до зникнення копії та непритомності Сяохея. Тієї ночі Сяохей прокидається і пояснює, що версія обгородженого міста Generic Terra була створена зі свідомості Кудо і не відтворюватиме те, чого він не впізнає. Таким чином, копія Сяохея залишилася, тому що Кудо не знав, що він хлопець, який переодягається дівчиною. Потім Сяохей пояснює свою місію вбити Рейко, від якої він відмовився після усвідомлення, що його мрія повернутися до того, ким він був раніше, неможлива. Наступного дня Яомей та Сяохей покидають обгороджене місто: Яомей планує примиритися з матір'ю, а Сяохей планує переслідувати своє кохання в іншій формі. Сукні, які ніс Сяохей, зникають, але підкладка жилетки залишається, поки вони озираються назад і бачать лише руїни другого обгородженого міста, оскільки обидва подолали свій жаль.              |             |                         |
| 12 | «Серія 12»  | 21 червня 2025          |
| Міюкі звітує своєму батькові про проєкт «Цирконій», а потім лікар повідомляє йому, що у батька діагностовано деменцію. Це спонукає Міюкі прискорити завершення проєкту «Універсальна Терра» та вважати свою помсту завершеною. Тепер, маючи можливість увійти до версії обнесеного стіною міста «Універсальної Терри», Юулон націлюється на Кудо і зустрічає Рейко, розкриваючи, що він є одним із розробників «Універсальної Терри». Коли Рейко та Юулон прямують до наркодилера, Юулон пояснює, що «Інфініті» — це ліки від застуди від «Hebinuma Pharmaceuticals», які були зняті з виробництва, коли виявилося, що у великих дозах вони є галюциногеном. Однак кілька пачок потрапили всередину другого обнесеного стіною міста, і Юулон робить висновок, що знесення було наказано, щоб приховати це. Потім Юулон наказує Рейко померти, щоб врятувати Кудо від його жалю, але Рейко вирішує інакше, бажаючи вірити у своє абсолютне «я», і натомість намагається переконати його. Міюкі повертається до обнесеного стіною міста і проходить повз стару клініку доктора Вонга, щоб знайти її порожньою, і натикається на Гвен. Міюкі розповідає Гвен, що його причина помсти полягала в тому, що він погодився на усиновлення в обмін на порятунок життя його хворої матері, але його прийомний батько не дотримав свого слова. Втративши все, Міюкі шкодує, що не слухав Гвен більше, і вони миряться. Тим часом Рейко бачить Кудо і показує йому «Інфініті», змушуючи його усвідомити, що він у скруті, і таким чином, «Універсальна Терра» обнесеного стіною міста починає зникати. |             |                         |
| 13 | «Серія 13»  | 28 червня 2025          |
| Після руйнування Коулуну, Рейко опиняється у віртуальному морі звідки її рятує золота рибка. Вона знаходить Кудо який показує їй спогади Куджірай Б до її смерті, де Кудо знаходить Рейко мертвою. Через рік Кудо, охоплений жалем, повертається до руїн, активує Generic Terra і два роки проживає той самий двомісячний період. У театрі Кудо пояснює Рейко, чому її не вдалося ідеально відтворити, усвідомивши що Куджірай Б не відкривала йому свою справжню сутність. Рейко знайомить Кудо з його копією, якій він зізнається у жалі за свої дії. Зрештою Рейко матеріалізується в фізичному тілі, а Generic Terra та Коулун зникають. Через два роки Рейко стає туристичним агентом у Гонконзі, а Кудо зустрічає її вперше поза Коулуном. |             |                         |

### Ігровий фільм
У жовтні 2024 року було оголошено, що серія отримає екранізацію у форматі ігрового фільму. Він виробляється компанією Robot Communications під керівництвом режисерки Тіхіро Ікеди, а його прем'єра в японських кінотеатрах запланована на 29 серпня 2025 року компанією Bandai Namco Filmworks. Опенінгом до фільму є пісня «Haze» у виконанні гурту Kroi.

## Сприйняття
Станом на грудень 2024 року тираж манґи становив понад 1,2 мільйона копій. У 2020 році манґа була однією з 50 номінантів шостої премії «Next Manga Awards». У 2021 році вона посіла третє місце у списку найкращих манґ для читачів-чоловіків «Kono Manga ga Sugoi!» від Takarajimasha. У 2021 році вона була номінована на 14-ту премію Manga Taishō і посіла дев'яте місце з 46 балами.